# Art conceptual

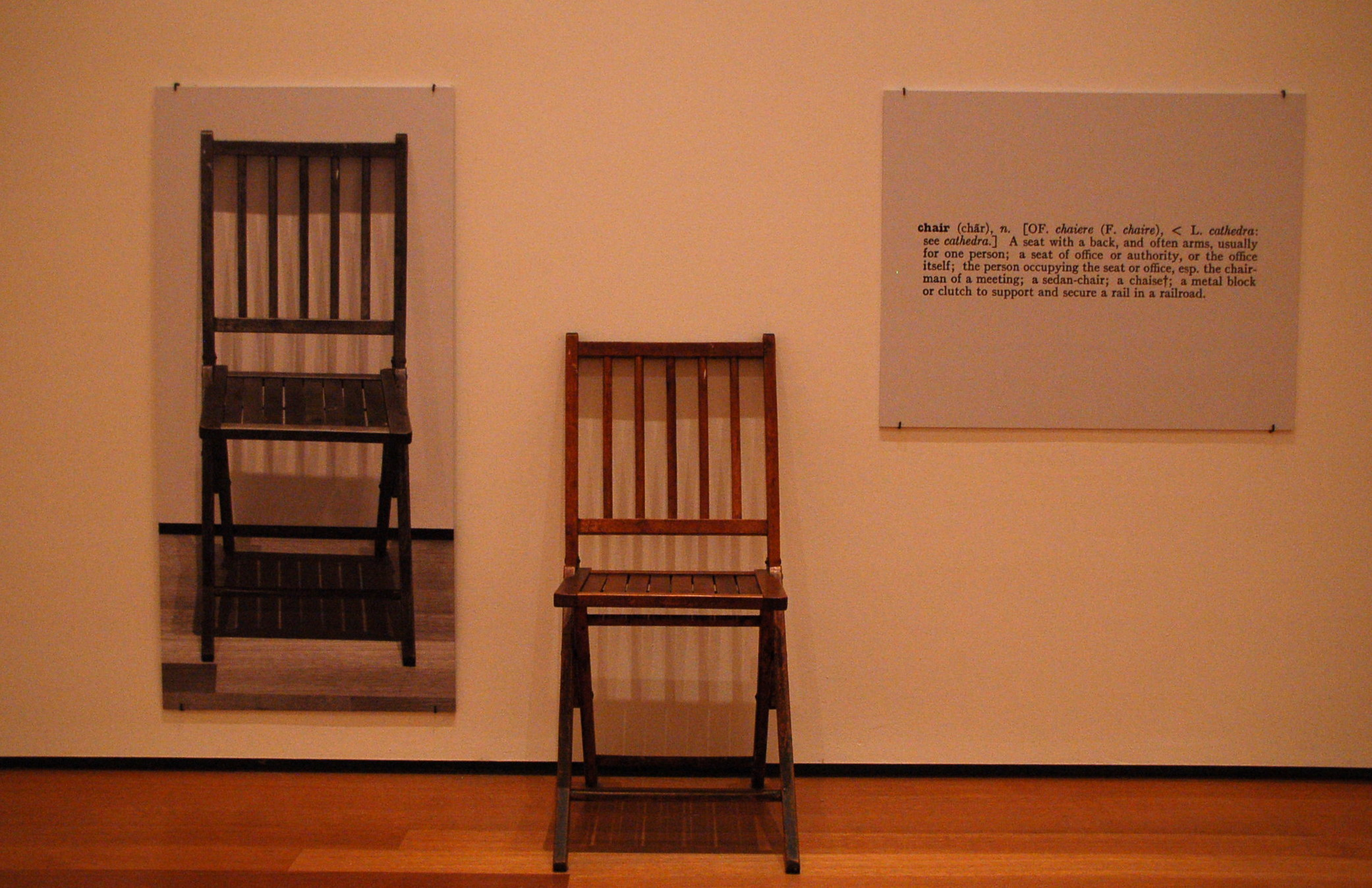
Una i tres cadires, creada l'any 1965, és una obra de l'artista estatunidenc Joseph Kosuth.

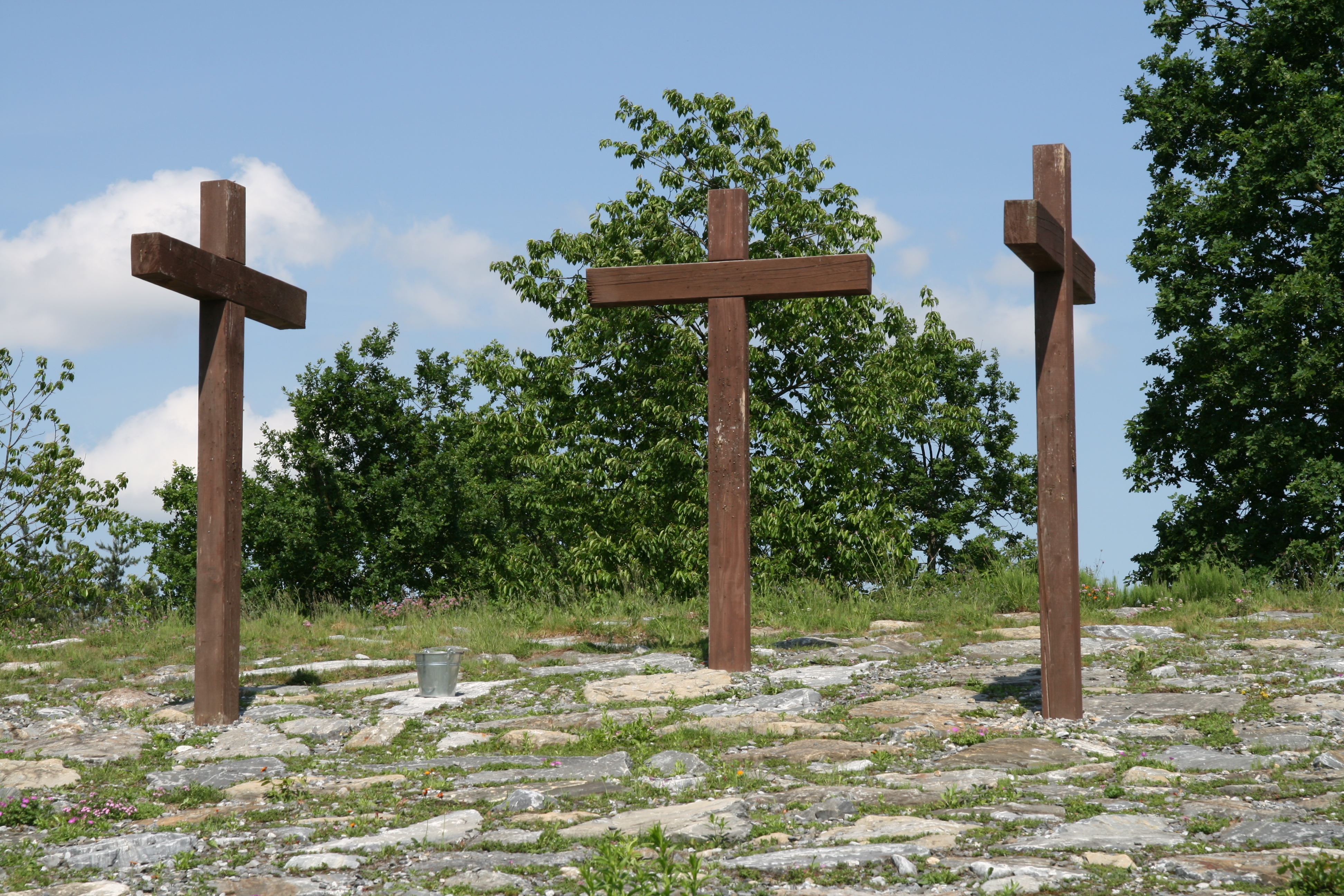
Escultura de Yoko Ono

L'art conceptual és un moviment artístic fill del dadaisme que es va posar de moda poc abans de 1970 i en què el concepte o la idea és l'únic que interessa. No dona cap importància a les habilitats físiques ni tècniques, ni als aspectes estètics o materials. En molts casos la idea és l'obra en si mateixa i, al segle xxi, alguns artistes l'han dut fins a l'extrem d'exposar únicament un text escrit amb la idea, perquè tota la part visual es generi a la ment de l'espectador. Continua sent present en molts corrents artístics. Alguns autors destacats són Joseph Beuys, Marcel Duchamp, Félix González Torres, George Maciunas, Sol LeWitt, Wolf Vostell i Eva Hesse.

## Context
Als anys 60 s'obre un nou paradigma artístic que es projecta en una dimensió política, ètica i social. El conceptualisme, en la pluralitat de disciplines, s'arrela en la tradició antiart que va del dadaisme al situacionisme internacional, en el vessant utòpic de dissolució de l'art en la vida i l'eliminació de l'estètica com una esfera cultural separada del que és quotidià. Un art que abandona l'objecte en favor de la idea, que canvia el fetitxisme de l'obra per una valoració del procés de treball, que s'arrela en nous conceptes com la desmaterialització de l'obra d'art i que tindrà en compte altres disciplines com la sociologia, l'antropologia i la semiòtica, així com les noves tecnologies i la intervenció dels media en els processos de recepció. Diversos corrents de pensament internacional van tenir efecte sobre aquesta generació nascuda en la postguerra i influïda per la ideologia i revolució que van conduir al Maig del 68.
L'art fa costat a la revolució proletària d'obrers i estudiants des del pensament marxista i ha de contribuir alhora a formar la societat i la institució artística (sistema de museus, mercat, concursos, certamens, etc.). l'art quedarà tocat per les teories de la informació i la comunicació i també pels grans corrents d'alliberament nacional, social, racial, feminista, estudiantil i pacifista.
Moltes obres de Sol LeWitt, escultures o Instal·lacions, es poden construir seguint simplement un plec d'instruccons escrites.
L'artista Sol LeWitt va descriure així l'art conceptual: 
| « | En l'art conceptual la idea o el concepte és la part més important del treball. Quan un artista utilitza una forma conceptual d'art, significa que tot el plantejament i les decisions estan fetes per endavant; l'execució és un assumpte superficial. La idea es converteix en una màquina que fa l'art. | » |

L'art conceptual va emergir a la meitat dels anys 60, en part com una reacció en contra del formalisme que havia estat articulat per l'influent crític Clement Greenberg teoritzador i impulsor de l'expressionisme abstracte. No obstant això, el treball de l'artista francès Marcel Duchamp és considerat un precursor, i els seus readymade realitzats ja a principis de segle es poden considerar obres d'art conceptual en el sentit que són obres basades en conceptes i realitzades amb objectes d'ús comú.
El llenguatge fou una preocupació central en la primera onada d'artistes conceptuals als anys 60 i principis dels 70. Si bé la incorporació de text a les obres d'art no era una novetat, va ser als anys 60 amb els artistes Lawrence Weiner, Joseph Kosuth, Robert Barry, Ian Wilson i els anglesos Art & Language que es van produir obres constituïdes exclusivament amb material textual.
L'art conceptual empra sovint materials documentals com la fotografia, mapes i vídeos.
L'art conceptual ha estat molt influent en els moviments artístics posteriors i especialment ha tingut un nou període de recuperació i relectura ençà dels anys 90.
L'art conceptual ha influït formes artístiques com el mail art.

## A Catalunya
Els conceptualismes a Catalunya es manifesten des d'una gran diversitat de pràctiques i en cap cas volen ser una imitació del model de l'art conceptual anglosaxó imposat pel grup de la revista Art & Language, que el veu arrelat a la filosofia del llenguatge, amb Alfred Jules Ayer o Ludwig Wittgenstein com a rerefons que aquest col·lectiu defensava. Són molt més empírics i contextuals. Els conceptualismes inauguren noves pràctiques i llenguatges, com l'acció, el vídeo o el cinema experimental, aborden noves relacions entre art i llenguatge, art i política, art i naturalesa, i art i mitjans de comunicació i impregnen de concepte altres camps com la poesia visual, l'art postal o el llibre d'artista.
Es van generar noves actituds i expressions que qüestionen el llenguatge i la naturalesa de l'art i que s'estenen cronològicament entre el 1964 i el 1980, des de la fi de l'hegemonia de l'informalisme i l'inici del pop-art i les noves figuracions, fins al momentani retorn a la pintura als anys vuitanta, si bé els conceptualismes no constitueixen un estil o un isme més, sinó un canvi de paradigma en l'art que està en el substrat de les pràctiques més actuals, basades en la cultura del projecte.
A Catalunya es va produir el noranta per cent de les pràctiques conceptuals de l'estat espanyol, gràcies a una major tradició d'avantguarda, i va esclatar en diversos punts de la geografia catalana: Barcelona, Lleida, Terrassa, Sabadell, Banyoles i Granollers, poblacions d'on procedien alguns artistes.
Neix el concepte d'espai alternatiu, que demana projectes a realitzar específicament per a un lloc. Cal esmentar la Petite Galerie de l'Alliance Française a Lleida, la Sala Tres a Sabadell i la Galeria Aquitània, la Sala Vinçon o la Galeria G a Barcelona. A final del 1975, la Fundació Joan Miró obre les portes als joves a l'Espai 10, el 1978 la UAB crea l'Espai B5-125 i el 1980 es funda la Sala Metrònom.
Una part d'aquests artistes van decidir emigrar a París i Nova York. Ja al final dels anys seixanta trobem a París Joan Rabascall, Jaume Xifra, Antoni Miralda i Benet Rossell, que van realitzar films i accions rituals en col·laboració. Altres optaran per Nova York, com Francesc Torres i Iturrioz, Àngels Ribé, Eugènia Balcells o Antoni Muntadas, que és l'únic que hi ha fixat residència. El grup parisenc va ser més a prop de l'art environamental, del Nouveau Réalisme francès i del happening, mentre que els artistes que van emigrar als Estats Units van optar per obrir-se a les noves tecnologies, sobretot al vídeo i la instal·lació multimèdia.
Pel que fa als diversos períodes, situem entre el 1964 i el 1970 una etapa Preconceptual, que abasta els primers símptomes d'una nova estètica amb reminiscències de pop-art i art pobre. l'exposició Machines (1964) va ser-ne un impuls. Es consolida una primera actitud experimental a l'entorn de l'art pobre amb les exposicions que el grup d'Àngel Jové, Jordi Galí, Silvia Gubern, Antoni Llena i Albert Porta (més tard, Zush) faran a la Petite Galerie de Lleida o al Jardí del Maduixer el Nadal del 1968 i que Alexandre Cirici situa com l'inici de l'art pobre a Catalunya.
El segon període, que anomenem Art Conceptual (1971-1975), es caracteritza per l'ús d'aquest terme. A partir del 1973, es formalitza el Grup de Treball, col·lectiu activista que vol aplicar un programa d'avantguarda radical i d'inserció del fet artístic en la praxi social i que serà vigent fins al 1975. El grup implanta les exposicions anomenades d'Informació d'Art per unir l'art a fenòmens com la informació i la comunicació, i activa mecanismes per al sector de les arts visuals en defensa dels interessos sindicals dels artistes i a favor d'una transformació de la institució artística. No van ser els únics. Altres artistes van manifestar des de la pràctica individual una actitud crítica a partir d'un art també polític: Ferran Garcia i Sevilla, Eulàlia Valldosera o Francesc Torres.
Un darrer període, Postconceptual (1976-1980), ve marcat per la mort del dictador, per l'obertura de la Fundació Miró (1975) com a espai que aplega en un inici les aspiracions i reivindicacions de la jove generació amb diverses exposicions: Art amb nous mitjans, 1966-1975 (1995), Objecte. Primera antologia catalana de l'art i l'objecte (1976) i Pintura 1 (1976); per la creació de la Galeria G, especialitzada en art conceptual; i pel retorn a la pintura d'alguns dels components del col·lectiu conceptual i el sorgiment del grup a l'entorn de la revista Trama, que advoca per la pintura com a pràctica i en contra de l'art conceptual.
l'influx d'artistes d'avantguarda com Marcel Duchamp, Richard Hamilton, Andy Warhol, John Cage, Joan Miró, Joan Brossa i fins i tot Antoni Tàpies, amb qui el Grup de Treball va mantenir una polèmica oberta a La Vanguardia el 1973, va marcar sens dubte el recorregut dels artistes.
Els conceptualismes estableixen una nova relació de l'art amb el paisatge i la naturalesa. l'art s'obre a la dialèctica natural/artificial i inclou els treballs relacionats amb la física i la pobresa dels materials, formes d'arte povera i art natura. Molts artistes van practicar accions per acotar la naturalesa, per estudiar el comportament dels quatre elements i la reivindicació ecològica: Fina Miralles, Francesc Abad, Francesc Torres, Àngels Ribé, Pere Noguera, Pep Domènech, Antoni Muntadas, Manel Valls, Carles Pujol, Fernando Megías o Albert Girós.
L'acció va ser un altre dels àmbits més extensament practicats, per la facilitat de realització amb pocs mitjans. Permetia l'expressió directa i a vegades la participació de l'espectador. Hi van tenir cabuda les accions amb tota mena de connotacions (body art, happening, Fluxus) i els practicants van ser molt diversos: Antoni Llena, Jordi Benito, Olga Pijoan, Carlos Pazos, Àngels Ribé, Francesc Torres, Robert Llimós, Francesc Abad, Pere Noguera i Ferran Garcia i Sevilla. l'acció va permetre la reivindicació dels subsentits, en les accions tàctils o subsensorials de Lluís Utrilla Robert i Antoni Muntadas, respectivament, i també l'extensió vers el camp musical, amb Carles Santos.
l'objecte va ser un àmbit abonat per reflexionar sobre la noció de ready made i, al mateix temps, l'objecte es presenta com una realitat lingüística a la qual es pot donar nous significats. Els poemes objecte de Brossa i els antecedents de l'objecte surreal, Miró i més tard Tàpies, animaran aquest àmbit de treball amb Jordi Pablo, Jaume Xifra, Carlos Pazos, Miralda, Pere Noguera, Benet Ferrer i Jordi Cerdà.
Els treballs lingüístics de Ferran Garcia i Sevilla respondran a un art entès com a sistema de coneixement des del llenguatge amb l'ús de la semiòtica com a sistema d'anàlisi de la relació entre les imatges i les paraules. Els mitjans de comunicació, la premsa, la publicitat o el còmic es van configurar com a nous territoris d'exploració artística. Una mirada crítica sobre els media i la manipulació ideològica que exerceixen serà la temàtica d'alguns artistes com Joan Rabascall i Antoni Muntadas. Aquest darrer serà un dels primers a defensar la pràctica del vídeo com a disciplina específica. Finalment, el cinema va ser un àmbit procliu a les pràctiques visuals. Es trenca amb la dinàmica de la narrativa cinematogràfica, apareix un cinema sense argument (Pere Portabella) i els artistes entren a desenvolupar un cinema experimental i d'avantguarda: Bigas Luna, Eugènia Balcells, Manuel Huerga, Eugeni Bonet, Juan Bufill, Ricardo Bofill, Àngel Jové, Jordi Cerdà-Guillem Baiget-Joan Mostaza-Ricard Solà i Benet Rossell/Antoni Miralda. La revista Visual va aglutinar part d'aquestes experiències.
l'herència dels conceptualismes dels anys setanta es respira en els llenguatges neoconceptuals dels noranta i en els canvis haguts a la institució artística.

## Fotoconceptualisme
El fotoconceptualisme és un moviment artístic que va sorgir a Vancouver, Columbia Britànica (Canadà) als anys 1960 i 1970. El terme ha estat usat per descriure la sortida fotogràfica d'una generació d'artistes entrenats a Vancouver, entre ells Jeff Wall, Rodney Graham, Ken Lum, Ian Wallace, Stan Douglas, Roy Arden, i Scott McFarland. El seu treball es caracteritza pel format de lletres de grans dimensions, sovint amb la minuciosamise-en-scène de detalls complexos.

## Artistes conceptuals
- Art & Language
- Michael Asher
- John Baldessari
- Shahram Entekhabi
- Robert Barry
- Vanessa Beecroft
- Joseph Beuys
- Sebastian Bieniek
- Mel Bochner
- George Brecht
- Allan Bridge
- Marcel Broodthaers
- Victor Burgin
- Chris Burden
- Mark Divo
- Marcel Duchamp
- Dan Graham
- Eulàlia Grau
- Hans Haacke
- Iris Häussler
- Jenny Holzer
- Zhang Huan
- Douglas Huebler
- Ray Johnson
- Ilya Kabakov
- On Kawara
- Yves Klein
- Joseph Kosuth
- John Latham
- Sol LeWitt
- Yoko Ono
- Alan Parkinson
- Adrian Piper
- William Pope.L
- Àngels Ribé
- Lluís Utrilla Robert
- Wolf Vostell
- Lawrence Weiner
- Ian Wilson